# Informační zahlcení
Informační zahlcení, někdy též informační přetížení (z anglického information overload), je pojem popisující stav, kdy je člověk zahlcen velkým množstvím informací, které jsou zejména nadbytečné či nerelevantní. Tento stav vede k neschopnosti učinit rychlé racionální rozhodnutí, neschopnosti zpracovávat další informace, a může vést také ke stresu, roztržitosti atd.
Jako první tento pojem použil americký vědec Richard Louis Meier, který se dané problematice věnoval ve své knize A Communication Theory. Pojem byl zpopulárněn Alvinem Tofflerem v jeho známé knize z roku 1970 Future Shock, termín je také zmiňován v knize Bertrama Grosse Managing of organizations z roku 1964.

## Definice pojmů
Pojem Technostress byl vytvořen v roce 1984 klinickým psychologem Craigem Brodem, který jej popsal jako moderní onemocnění způsobené neschopností vyrovnat se s informačními a komunikačními technologiemi nebo se s nimi vypořádat zdravě. V roce 1997 se definice pojmu rozšířila, a pod termínem Technostres se dálo představit negativní dopad na chování, myšlenky nebo přístup, který byl zaviněn přímo nebo nepřímo technologiemi. 
Tehdejší definice pojmu odpovídala aktuálním technologiím a jejich použitím. Aktuálně můžeme pozorovat, jak technologie se integrovaly do každodenního života tak, že naší existenci je obtížné představit bez nich. Vzhledem k těmto změnám, a to jak v oblasti technologií, tak v oblasti komunikací pojem Technostress získal nový význam a častěji se používá pojem Informační přetížení. V novém smyslu to znamená syndrom obrovského množství informací, do kterých jsou jednotlivci ponořeni a které jsou denně absorbovány a spravovány, což vede k kognitivnímu přetížení. 
Podle psychiatra Spitzera přesycení informacemi není možné, jelikož množství informací a rychlost jejích příjmu lidským mozkem jsou omezené.  Avšak informační přetížení srovnává s živelnou pohromou — záplavou, a vysvětluje tak důvod vyvolávání stresu při zahlcení informacemi. V obou variantách pohlcení (vodou nebo informacemi) situaci prožíváme pasivně, stáváme se postiženými bez možnosti přebrání kontroly nad situaci.

## Příčiny informačního zahlcení
- rychlý nárůst produkce nových informací, vyznačující se novinářskou kulturou, kde se odměňuje jak rychle se dokáže novinka publikovat; to může sice vést ke konkurenční výhodě, ale také to může ohrozit kvalitu publikovaných zpráv
- jednoduchost duplikace a přenosu dat díky internetu
- zvýšení dostupných kanálů (například telefon, e-mail, ...)
- zvyšující se počet historických dat
- rozpory a nepřesnosti v informacích
- nedostatek metod pro porovnání a zpracování různých druhů informací
- jednotlivé části informací spolu nesouvisí či nemají dostatečnou strukturu

## Reakce na informační zahlcení
Meier klasifikoval sedm různých kategorií, jak lidé odpovídají na informační zahlcení:
1. vypuštění – neschopnost zpracovat některé informace
2. chyba – některé informace nejsou zpracovány správně
3. řazení do front – zpracování některých informací je odloženo na později
4. filtrování – zpracování jen těch důležitých informací
5. přibližování – snižování standardů rozlišování tím, že je snížena přesnost při hodnocení vstupů a odpovědí
6. různé kanály – rozdělení příchozích informací na části za účelem rozdělení odpovědí
7. útěk – kompletní ignorování příchozích informací[8]

## Problémy
Vědci se shodují, že přehlcení informacemi vede k problémům. Studie korejské univerzity Jonse ukázala, že přemíra komunikačních požadavků na sociálních sítích způsobuje únavu. Dále se se zahlcením také často pojí neklid a demotivace či špatný vliv na proces učení:
„Extrémní množství informací způsobuje vznik informačních šumů a z nich plynoucích zavádějících sdělení, která potom například žáci škol považují za správné.“
Již výzkum z roku 1963 nazvaný Does One Sometimes Know Too Much? dospěl k podobnému závěru, že příliš mnoho informací znehodnocuje úsudek (ačkoliv je obtížné stanovit hranici toho, kdy je již informací příliš mnoho).
Příkladem problematického informačního zatížení může být e-mail, kdy je snadné poslat zprávu velkému počtu uživatelů a nad kterými nemají příjemci téměř žádnou kontrolu. Adresáti tak dostávají velké množství zpráv, které nestíhají přečíst. Opravdu důležité zprávy pak jsou těžko k nalezení.

## Informační přetížení a pracovní prostředí
Informační přetížení ovlivňuje celkově kvalitu našich životů, ale mezi problémy spojené s informačním přetížením můžeme zařadit několik specifických, které jsou s tím zjevně spojené.
Jednou ze sfér, která bude zasáhnutá při ovlivnění člověka informačním přetížením v informační společnosti, je pracovní sféra, jelikož se to bude odrážet na produktivitě a efektivitě pracovníků a kolotoč kapitalismu se zastaví nebo sníží na rychlosti. Studie prokazují, že používání informačních technologií nejen zlepšilo efektivitu práce, ale zasáhlo do psychické pohody pracovníků, jelikož technologie ovlivnily hranice toho, kdy a kde končí práce. Studie prokázaly (Brod, 1982; Mondeepa a Quiang, 2007), že používání IT technologií má vliv na psychickou pohodu na pracovišti , ale jedna z nejaktuálnějších studií o technostresu tvrdí, že IT technologie ovlivňují také rovnováhu mezi pracovním a soukromým životem .
Při práci za použití informačních technologií pracovníci pociťují neustálý strach ze ztráty dat, často plní své pracovní povinností v čase, který je určen pro odpočinek a soukromý život, — plnění úkolů, které je možné z domu, telefonování a psaní e-mailu pro pracovní době. Nekontrolované množství takových situací mohou být spojeny s negativním stresem a mohou být příčinou zdravotních problémů zaměstnanců. 
Je v zájmu i zaměstnavatele, aby pracovník byl dlouhodobě v pořádku (po psychické a fyzické stránkách zdraví), aby časové a finanční investice z obou stran dávaly výsledek z dlouhodobého hlediska. Ale otázkou je, jak dlouho pozorujeme opuštění stigmat a taboo ohledně peče o svoje psychické zdraví? A jak dlouho zaměstnavatele to berou jako jednu z priorit zdravého a produktivního pracovního prostředí — udržení a podporu psychického zdraví svých zaměstnanců?
Mezi důvody, proč zaměstnavatel by se měl zajímat o řízení rizik informačního vyčerpávání na pracovišti a dbát na ochranu rovnováhy pracovního a osobního života můžeme zařadit to, že:
- Ochrana rovnováhy pracovního a soukromého života zaměstnanců může zlepšit jejich pohodu a vést k pozitivním organizačním výsledkům, jedná se například o pracovní angažovanost a organizační nasazení[15];
- Usnadnění rovnováhy mezi pracovním a soukromým životem může také pomoci organizacím udržet si talentované zaměstnance, protože nedostatek rovnováhy mezi pracovním a soukromým životem je příčinou fluktuace[14].

Kromě uvedených metod je vhodné mít pro organizaci vypracovanou strategií ohledně zavedení nového softwaru, zejména jeho výběru, který je vhodný pro jejich pracovní prostředí, a následné školení zaměstnanců pro používání těchto technologií. Čím pohodlnější a snazší bude proces přizpůsobení se novému zařízení a používání jej, tím menší stres budou cítit zaměstnanci na pracovním místě.
Je důležité zmínit, že kromě vlivů pracovního prostředí na pocit informačního zahlcení mají svůj podíl pobyt na sociálních sítích a používání mobilních zařízení.
Pokud se podíváme na výše popsané problémy, můžeme vypozorovat, že mají jedno společné řešení ze strany jednotlivce, který narazil na pocity zahlcení informacemi. Vlivy informačního přetížení by mohly být omezené zásahem do osobního informačního a datového managementu, tj. jedinec by se mohl zlepšovat v návycích aktualizovat a systematicky organizovat osobní pracovní a studijní prostředí tak, aby zvládal oboje — včasně plnit úkoly a koncentrovaně se ponořovat do svého studia nebo práce. Bohužel, i tak můžeme narazit na komplikace vzhledem k tomu, že vývoj technologií zasahujících do našeho každodenního života je vznětlivě prudký, můžeme mít problém s aktualizací a přizpůsobení k rychlým změnám. Také můžeme narážet na překážky ze strany zaměstnavatele a podstaty některých povolání, které jsou spojené s ponořováním do informačního prostředí full-time, kde podmínky pro udržení rovnováhy pro život v online a offline světě jsou minimální.

## Řešení
Jedno z možných řešení problému spojených s informačním přetížením je dbaní o informační hygienu, neboli stanovení určitých informačních návyků a dodržování určitých technik. Jako příklad může být:
- omezení času stráveného na počítači / internetu
- vypínat televizi a nenechávat ji puštěnou jako kulisu
- instalace antispamového filtru
- vyhrazení času na určité činnosti
- snaha o rozpoznání kvalitních dat
- jasně určené priority
- předem dané seznamy úkolů
- oddělení soukromé a pracovní komunikace[18]